# 펠리피 키타다이
펠리피 이드지 키타다이(포르투갈어: Felipe Eidji Kitadai, 1989년 7월 28일~)는 브라질의 유도 선수, 지도자이다. 2012년 하계 올림픽 남자 엑스트라라이트급에서 동메달을 획득했으며 세계 유도 선수권 대회에서 은메달 1개를 획득했다. 또한 팬아메리칸 게임에서 메달 2개, 팬아메리카 선수권 대회에서 메달 6개를 획득했다.
현역 은퇴 후 유도 지도자가 되었으며 현재 오스트리아 청소년 대표팀 코치를 맡고 있다.